# Pinkly Smooth
Pinkly Smooth fue una banda estadounidense de género Avant-garde metal o Goblin Metal originaria en Huntington Beach, California, Estados Unidos. La banda fue formada por Jimmy "The Rev" Sullivan (baterista y vocalista de Avenged Sevenfold) en el Verano de 2001. La banda también fue conocida como un proyecto paralelo a la banda Avenged Sevenfold. En esta banda también estaba su guitarrista líder Synyster Gates, solo que aquí se les conocía bajo los nombres "Rathead" y "Syn". La banda originalmente comenzó siendo una banda con un sonido de estilo punk pero poco más tarde el estilo fue cambiando hacia el ska y el metal vanguardista.

## Historia

### Formación
Pinkly Smooth comenzó como una simple idea del baterista y vocalista The Rev, cuando se encontraba en las afueras de la ciudad bebiendo en un hotel con el guitarrista líder de su banda y dos miembros de la banda de surf rock, Ballistico. Esta banda se denominó como un proyecto paralelo a la banda Avenged Sevenfold. la banda se formó en el verano de 2001 en Huntington Beach, California pero no con los mismos miembros de A7X debido a que Jimmy no deseaba proporcionarle un estilo Metalcore, sino uno Avant-garde metal junto con punk rock. Contaba con su guitarrista Synyster Gates y también con su exbajista Justin Sane. Las mayores influencias de la banda, eran los grupos, Queen, por su estilo sobre armonías de ópera y la banda Mr. Bungle. The Rev por otra parte, se inspiró de Danny Elfman en su manera de tocar el piano.
Los integrantes de la banda eran: The Rev como vocalista y pianista bajo el nombre "Rathead", Synyster Gates como el guitarrista apodado "Syn", Buck Silverspur como bajista llamado "El Diablo" y Derek Eglit como baterista con el alias "Super Loop". Justin Sane colaboró con la banda durante una corto tiempo con el teclado.
La banda se presentó en un club a finales de 2002 y tocaron sus canciones incluidas en su único álbum lanzado a mediados de ese año, comenzaron respectivamente con Necromance Theatre y cerraron su presentación con su sencillo McFly. Poco después la banda tuvo algunos problemas, debido a que The Rev y Synyster Gates deseaban dedicarse a tiempo completo a Avenged Sevenfold. Por ese motivo la banda se tomó un descanso indefinido, ya en 2007 cuando se les preguntó a estos dos mismos miembros, estos anunciaron que tenían nuevos proyectos para realizar en la banda.
La canción A Little Piece of Heaven de Avenged Sevenfold fue originalmente compuesta para Pinkly Smooth, pero finalmente fue adaptada al sonido del quinteto. Es evidente la mano compositora experimental de The Rev y las influencias musicales de Pinkly Smooth.

### Primer álbum:Unfortunate Snort(2002)
La banda lanzó un solo álbum bajo el título Unfortunate Snort. El álbum fue grabado a principios de 2002 y fue puesto a la venta el 3 de junio de ese mismo año, tiene un sonido de corte punk, ska y un toque de metal. A finales de 2001, The Rev comenzó a escribir letra de canciones para comenzar a grabar su primer álbum de estudio con Pinkly Smooth. Más tarde firmó un contrato con la compañía discográfica Bucktan Records, entonces la banda comenzó a grabar en el estudio. El álbum tiene 28:36 de duración, la cual son 6 temas musicales. En el álbum The Rev no solo canta y toca el piano, también toca la batería y utiliza mucho los platillos junto con Super Loop, además de que en algunas canciones agregó gritos con voz gutural.

## Muerte de"The Rev"y separación
El lunes 28 de diciembre de 2009 fue encontrado en su propiedad, el cuerpo sin vida del líder de la banda, Jimmy "The Rev" Sullivan. Lo encontró su esposa, la actriz Leana McFadden. La autopsia concluyó una intoxicación involuntaria por fármacos y etanol. Un funeral privado se llevó a cabo el 5 de enero de 2010, con la presencia de sus amigos, familiares, su banda Avenged Sevenfold y el padre del guitarrista líder de la banda, el sr. Brian Haner. Un día después fue enterrado en el cementerio Good Shepherd de su ciudad natal en Huntington Beach.
Pinkly Smooth se disolvió definitivamente en 2009 ya que sus nuevos proyectos e ideas nunca se llevaron a cabo tras el temprano fallecimiento de The Rev. Synyster Gates en una reciente entrevista con la revista española "Binatural" ha comentado que tiene en mente lanzar una versión remasterizada de Unfortunate Snort en homenaje a su mejor amigo.
Durante el retiro temporal de la banda en 2002, los integrantes de la banda estuvieron en diferentes grupos. En la actualidad:
- The Rev y Synyster Gates estuvieron en Avenged Sevenfold hasta la temprana muerte de The Rev.

- Derek Eglit formó la banda Railroad to Alaska.

- Justin Sane toca el teclado en vivo con la banda Railroad to Alaska.

## Miembros

### Última formación
- The Rev (Rathead): voz, piano, batería (2001-2002; 2007-2009, fallecido).
- Synyster Gates (Syn): guitarra, bajo (2001-2002; 2007-2009).

### Miembros anteriores
- Justin Meacham (Justin Sane): teclados (2001).
- Buck Silverspur (El Diablo): bajo (2001-2002).
- Derek Eglit (Super Loop): batería (2001-2002).

## Discografía
- Unfortunate Snort (2002)